# Karl Garlik
Karl Garlik (* 14. Mai 1886 in Křemýž (deutsch Krzemusch), Böhmen, Österreich-Ungarn; † 2. Januar 1954 in Litoměřice (Leitmeritz), Tschechoslowakei) war ein tschechoslowakischer Politiker (Sudetendeutsche Partei) deutscher Nationalität. Er war von 1935 bis 1938 Abgeordneter des Tschechoslowakischen Abgeordnetenhauses.

## Leben und Werk
Karl Garlik war als Bergmann tätig und trat der 1935 umbenannten Sudetendeutschen Partei bei, für die er sich im gleichen Jahr als Abgeordneter für die Nationalversammlung der Tschechoslowakei erfolgreich zur Wahl stellte. Er zog für die SdP in das Abgeordnetenhaus in Prag ein. Nach der Sudetenkrise und der Zerschlagung der Tschechoslowakei infolge des Münchner Abkommens erlosch sein Mandat am 30. Oktober 1938. Als Frührentner begleitete er den NSDAP-Gauleiter Konrad Henlein mehrfach bei dessen Reisen durch das Sudetenland.
Nach der Wiedergründung der Tschechoslowakei 1945 wurde er inhaftiert und durch Gerichtsurteil des Kreisgericht Prag-Süd 1947 im sogenannten Abgeordnetenprozess zu fünf Jahren Haft verurteilt. Aufgrund seines angeschlagenen Gesundheitszustandes wurde er 1950 vorzeitig aus der Haft entlassen und starb 1954 in Litoměřice.